# Barbara Becker
Barbara Becker (née Feltus) à Heidelberg le 1er novembre 1966, est une designer, mannequin et actrice allemande. 

## Biographie
Barbara Feltus a commencé sa carrière par le mannequinat et des rôles à la télévision.
En 2006 elle devient ambassadrice pour l'UNICEF. Elle participe à un programme de prévention du tétanos dans les pays en voie de développement. Près de 300 millions de doses de vaccins sont ainsi distribuées entre 2006 et 2009.
Elle vit à Miami, où elle crée et promeut des vidéos de fitness, en plus de son métier de designer.

## Vie privée
Lors de l'automne 1991, Feltus rencontre la star internationale du tennis Boris Becker, avec qui elle se marie en 1993. Ils ont deux fils, Noah et Elias. Ils divorcent en 2001.
En septembre 2009, elle célèbre son mariage avec le sculpteur belge Arne Quinze. Leur divorce est prononcé en 2011.